# Suore domenicane della Congregazione del Santo Rosario (Sinsinawa)
Le Suore Domenicane della Congregazione del Santo Rosario, dette di Sinsinawa (in inglese Dominican Sisters of the Sinsinawa Congregation of the Most Holy Rosary), sono un istituto religioso femminile di diritto pontificio: i membri di questa congregazione pospongono al loro nome la sigla O.P.

## Storia
La congregazione fu fondata dal frate predicatore Samuele Mazzuchelli (1806-1864), missionario apostolico negli Stati Uniti d'America, che nel 1847 organizzò a Sinsinawa, nel Wisconsin, una comunità di giovani terziarie domenicane: le prime quattro suore emisero la loro professione dei voti il 15 agosto 1849, dando formalmente inizio alla congregazione.
Le domenicane di Sinsinawa, aggregate all'ordine dei frati predicatori dal 1875, ottennero il pontificio decreto di lode nel 1881 e l'approvazione definitiva della Santa Sede il 17 agosto 1888.

## Attività e diffusione
Le domenicane di Sinsinawa si dedicano essenzialmente all'istruzione e all'educazione cristiana della gioventù.
Oltre che negli Stati Uniti d'America, sono presenti in Bolivia, in Italia, in Messico e a Trinidad e Tobago; la sede generalizia è a Sinsinawa, in diocesi di Madison.
Alla fine del 2008 la congregazione contava 614 suore in 243 case.